# Celina punctata
Celina punctata är en skalbaggsart som beskrevs av Sharp 1882. Celina punctata ingår i släktet Celina och familjen dykare. Inga underarter finns listade i Catalogue of Life.